# Walter Müller (General)
Walter Müller (* 4. Dezember 1931 in Unseburg) war Generalmajor der NVA der Deutschen Demokratischen Republik.

## Biografie
Der Sohn eines Maurers war nach der Volksschule zunächst ein Jahr Hilfsarbeiter, bevor er von 1947 bis 1950 eine Lehre als Kupferschmied absolvierte. Danach arbeitete er ein Jahr als Kupferschmied und Brenner, ehe er 1951 bis 1952 Student am Institut für Lehrerbildung in Magdeburg war. 1952 wurde er Mitglied der SED und trat am 11. August 1952 als Offiziersschüler an der Offiziersschule Erfurt seinen Dienst in den bewaffneten Organen der DDR an. Von 1954 bis 1956 war er Stellvertretender Kompaniechef für Technik und Ausrüstung im Panzerregiment 1 und absolvierte danach vier Jahre eine Militärakademie in der UdSSR. Nach seiner Rückkehr aus der Sowjetunion war er 1960 bis 1961 Stabschef eines Panzerbataillons des Panzerregiment 1 und im Anschluss daran ein weiteres Jahr Stellvertretender Leiter der Unterabteilung Operativ im Stab der 1. Motorisierten Schützendivision in Potsdam. Danach war er selbst vier Jahre Leiter der dortigen Unterabteilung Operativ, ehe er von 1966 bis 1970 Stellvertretender Chef des Stabes und Leiter der Unterabteilung Operativ im Kommando des Militärbezirks V Neubrandenburg war.
Anschließend besuchte er die Generalstabsakademie der UdSSR, die er 1972 als Diplom-Militärwissenschaftler abschloss. Nach seiner Rückkehr war er bis 1976 Stellvertretender Kommandeur und Chef des Stabes der 9. Panzerdivision in Eggesin. Am 1. November 1976 erfolgte als Nachfolger von Generalmajor Hans Sieg im Rang eines Obersts seine Ernennung zum Kommandeur der 7. Panzerdivision in Dresden. In dieser Funktion nahm er im Herbst 1977 auch an einer Delegationsreise des Ministeriums für Nationale Verteidigung in die ČSSR teil. Am 7. Oktober 1978 wurde er zum Generalmajor ernannt. Am 1. November 1979 folgte dann seine Ernennung zum Stellvertretenden Chef sowie Chef des Stabes des Militärbezirks III in Leipzig. Von 1982 bis zu seiner Entlassung am 30. Juni 1984 war er wiederum als Nachfolger von Generalmajor Sieg Kommandeur der Sektion Landstreitkräfte an der Militärakademie Friedrich Engels in Dresden.
Im Laufe seiner militärischen Laufbahn wurde er mit dem Vaterländischen Verdienstorden in Bronze und dem Kampforden „Für Verdienste um Volk und Vaterland“ in Gold ausgezeichnet.